# اس‌تی آئرواسپیس ای-۴اس‌یو سوپر اسکای‌هاوک
اس‌تی آئرواسپیس ای-۴اس‌یو سوپر اسکای‌هاوک (به انگلیسی: ST Aerospace A-4SU Super Skyhawk) یک هواپیمای ساختِ کارخانهٔ شرکت هواپیماسازی داگلاس در کشور ایالات متحده آمریکا است. نخستین استفاده‌کنندهٔ این هواپیما نیری هوایی جمهوری سنگاپور بوده‌است. این هواپیما برای نخستین بار در ۱۹ سپتامبر ۱۹۸۶ میلادی مورد استفاده قرار گرفت.